# Annette Versluys-Poelman

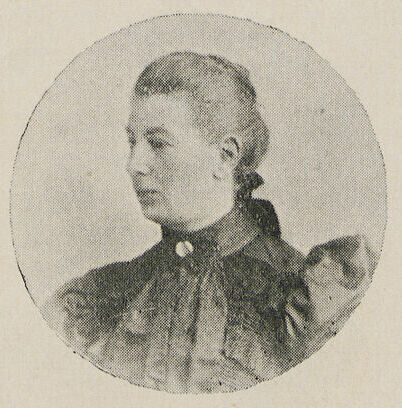
Annette Versluys-Poelman, 1899

Annette Wiea Luka Versluys-Poelman (* 8. Juni 1853 in Holwierde; † 10. Februar 1914 in Amsterdam) war eine niederländische Verlegerin und Feministin.

## Leben
Annette Poelman wurde am 8. Juni 1853 in Holwierde als ältestes von sieben Kindern des Predigers, Journalisten und Parlamentsabgeordneten Adriaan Louis Poelma (1827–1893) und Catharina Reijnders (1832–1894) geboren. Sie heiratete am 3. April 1876 in Groningen den Verleger Willem Versluys (1851–1937). Aus dieser Ehe gingen vier Söhne hervor.
Ihr Vater war ein willensstarker und fortschrittlicher Mann. Als Prediger und Publizist führte er die moderne Theologie in Groningen ein und im Repräsentantenhaus gehörte er dem radikal-liberalen Flügel an. Über ihre Mutter ist wenig bekannt, außer, dass sie ihren blinden Mann bei seinen Arbeiten und auf seinen Reisen assistierte und ihre Tochter bei ihrem Streben nach Emanzipation der Frau unterstützte. Wie auch ihre Schwestern absolvierte Annette Poelman eine Ausbildung zur Lehrerin. Diesen Beruf übte sie jedoch nie aus. Nach ihrer Hochzeit 1876 mit dem ehemaligen Lehrer Willem Versluys, der seit 1875 als Buchhändler und Verleger in Groningen tätig war. Zunächst verlegte der Versluys-Verlag hauptsächlich Schulbücher und pädagogische Werke seines Bruders Jan. Nach dem Umzug nach Amsterdam im Jahr 1882 erweiterten sie ihre Aktivitäten. Versluys veröffentlichte die Literaturzeitschrift De Nieuwe Gids und weitere Werke der Tachtigers. Annette Versluys-Poelman war eng in die Geschicke der kulturellen und politischen Avantgarde eingebunden.

### Feministin
Nachdem Versluys-Poelman 1893 den Aufruf der Vrije Vrouwenvereeniging, einer 1889 von Wilhelmina Drucker gegründeten Vereinigung hörte, sich für die Durchsetzung des Frauenwahlrechtes einzusetzen, beschloss sie alles in ihrer Macht Stehende zu tun, um der Frau den Einfluss in allen Bereichen des gesellschaftlichen Lebens zu verschaffen, der ihr vom Mann zu Unrecht verwehrt blieb. Als die Vereeniging voor Vrouwenkiesrech 1894 gegründet wurde, trat sie dem Vorstand bei und wurde die Präsidentin des Vereins. Diese Position übte sie bis 1903 aus, außer im Jahr 1895, in dem Jahr war sie die Schatzmeisterin. Sie bereiste in der Funktion der Präsidentin das Land, um die Vereinigung bekannt zu machen und zu versuchen, lokale Zweigstellen zu gründen. Sie ließ sich in diesen Bemühungen auch nicht von persönlichen Angriffen, der Gegner des Frauenwahlrechts abbringen, die vor allem aus der sozialdemokratischen Seite kamen. Furchtlos verfolgte sie auch bei brisanten Themen wie die Rolle des Mannes in der Frauenwahl, dem Vorrang des es allgemeinen Männerwahlrechts vor dem Frauenwahlrecht, die Verteidigung einer prinzipiellen feministischen Position.

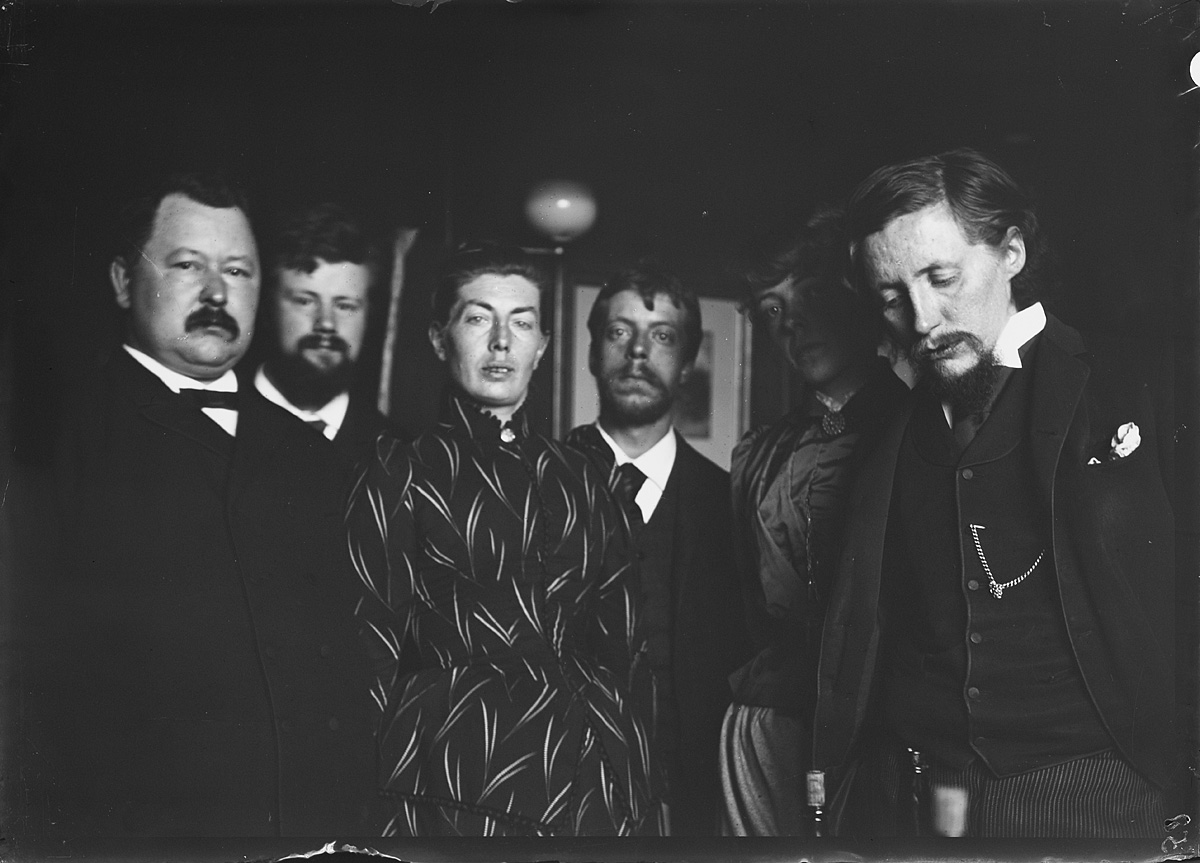
Annette Versluys-Poelman mit Mitgliedern der Tachtigers

Ihre Überzeugung war zudem, dass Frauen einen verhältnismäßigeren Einfluss in der Gesellschaft haben sollten. Dies nicht nur aus Gründen der Gerechtigkeit und ihn ihrem eigenen Interesse, sondern auch aus bürgerschaftlicher Verantwortung und im Interesse der Allgemeinheit. Zudem war sie der Meinung, dieses sollte möglichst schnell erreicht werden. So engagierte sie sich als Präsidentin der Vereinigung in vielen Angelegenheiten. Sie sprach mit Ministern wie Hendrik Goeman Borgesius und Cornelis Lely um sich für die Interessen von Frauen in der Bildung und auf dem Arbeitsmarkt einzusetzen. Sie polemisierte in der Presse, über den Wehrdienst von Frauen im Austausch gegen das Frauenwahlrecht oder gegen doppelte sexuelle Standards. Zudem führte sie mit ihren Anhängern Aktionen für das Frauenwahlrecht durch z. B. in der niederländischen reformierten Kirche, aber auch die Unterstützung der Boykottaktion gegen England wegen des Burenkrieges. Zum Gründungsvorstand der Vrijzinnig Democratische Bond gehörte sie 1901, das Programm umfasste das allgemeine Wahlrecht für erwachsene Männer und Frauen, als ersten Punkt. Nach Cornélie Huygens, die im Jahr zuvor Mitglied des Parteivorstands der Sozialdemokratischen Arbeiterpartei geworden war, war sie die zweite Frau, die ein solches politisches Amt innehatte.
Nachdem der Verlag 1894 einen Rückschlag erlitten hatte, übernahm Versluys-Poelman weitere Aktivitäten. Sie pflegte die Kontakte zu den Autoren, leitete die Verwaltung einer Zeitschrift und Finanzverwaltung des gesamten Unternehmens. Zahlreiche feministische Veröffentlichungen nach 1894 zeigen, dass auch die Verlagspolitik in ihren Zuständigkeitsbereich fiel.

### Onderlinge Vrouwenbescherming

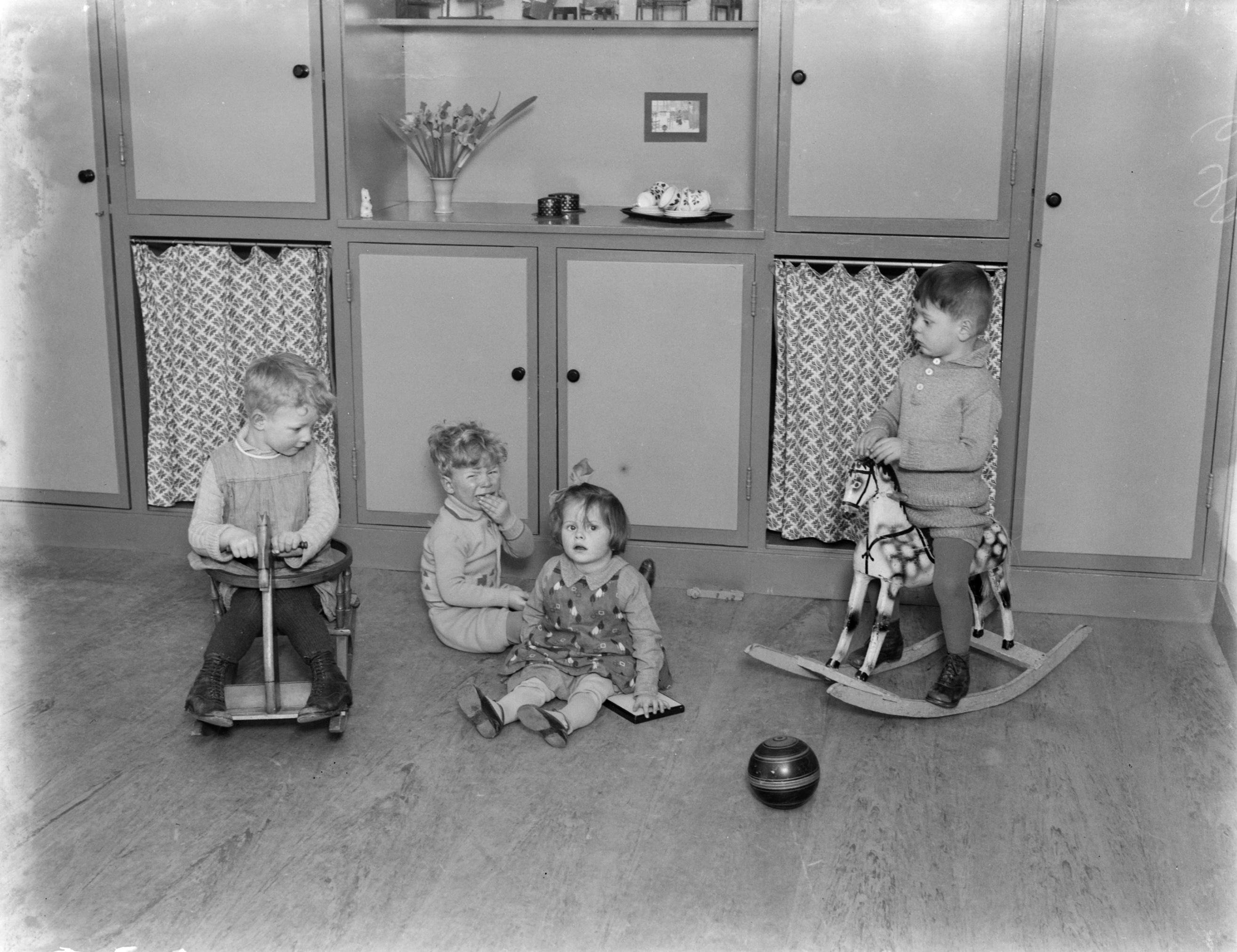
Spielende Kinder im Tehuis Annette

Als im Jahr 1897 die Onderlinge Vrouwenbescherming gegründet wurde, gehörte Annette Versluys-Poelman neben Nellie van Kol, Mietje Rutgers-Hoitsema und Jan Rutgers zu den Gründerinnen. Sie war von 1897 bis 1898 Mitglied des Vorstands und von 1901 bis 1904 die Präsidentin der Vereinigung. Die Vereinigung wurde gegründet, um unverheirateten Müttern und ihren Kindern finanzielle und moralische Unterstützung zu geben. Dies hatte ihrer Meinung nach mit dem Kampf gegen die Doppelmoral und der Reform der Ehegesetzgebung einherzugehen um die Gleichberechtigung von Frauen herzustellen. Sie konnte sich mit diesen radikalen Forderungen jedoch nicht durchsetzen und trat 1904 enttäuscht zurück. Ihr Nachfolger Welmoet Wijnaendts Francken-Dyserinck richtete die Vereinigung danach weniger aktivistisch und mehr philanthropisch aus. Annette Versluys-Poelman konnte sich damit jedoch nicht zufriedengeben und gründete 1905 in Amsterdam ein Heim, das auf der Grundlage einer feministischen Sicht auf Ehe und Gesetzgebung unverheirateten Müttern und ihren Kindern Schutz bot. Zu der Zeit wurde grundsätzlich versucht, die unverheirateten Müttern dazu zu bewegen, ihre Kinder abzugeben, oder die Väter zur Heirat zu zwingen. Ihr Ansatz war es jedoch, den Müttern dabei zu helfen, Arbeit zu finden, um für sich und ihr Kind sorgen zu konnten und finanziell nicht mehr von einem Mann oder einer Institution abhängig zu sein. Versluys-Poelman war Vorstandsvorsitzende dieses Heims, das aus Spenden und Hinterlassenschaften von Feministinnen und anderen Sympathisantinnen finanziert wurde und bald nach seiner Gründerin Tehuis Annette genannt wurde.

### Späte Jahre
Nach vielen Jahren großer politischer Aktivitäten und den Gründungen vieler Vereine, Organisationen und Parteien beschloss Annette Versluys-Poelman ihre Kräfte zwischen dem Verlag und dem Tehuis Annette aufzuteilen. Sie unterstützte noch immer Initiativen, mit denen sie sympathisierte, doch ihr sich verschlechternder Gesundheitszustand hinderte sie an aktiver Teilnahme.
Annette Versluys-Poelman starb am 10. Februar 1914. Am 14. Februar wurden ihre sterblichen Überreste nach Bremen überführt, um dort eingeäschert zu werden. Die Hunderte von Feministinnen, die die mit einer Flagge in den Wahlrechtsfarben Gelb und Weiß bedeckten Sarg zum Bahnhof begleiteten, verwandelten ihre letzte Reise in eine stille, aber kraftvolle Demonstration für das Frauenwahlrecht.